# Sylwan (Nikitin)
Sylwan, imię świeckie Siergiej Siergiejewicz Nikitin (ur. 17 czerwca 1986 w Orle) – rosyjski biskup prawosławny.

## Życiorys
Pochodzi z rodziny robotniczej. Ukończył studia w zakresie religioznawstwa na Orłowskim Uniwersytecie Państwowym w 2002 r. W latach 1999–2007 był psalmistą i nauczycielem szkoły niedzielnej w cerkwi św. Jana Chrzciciela w Orle. W 2008 r. wstąpił do seminarium duchownego przy monasterze Spotkania Włodzimierskiej Ikony Matki Bożej w Moskwie, które ukończył w 2012 r. W trakcie nauki, w 2011 r., został posłusznikiem w monasterze, przy którym działała szkoła. Dwa lata później uzyskał dyplom magistra teologii, zaś w 2013 r. złożył w monasterze Spotkania Włodzimierskiej Ikony Matki Bożej wieczyste śluby mnisze, przyjmując imię Sylwan na cześć świętego mnicha Sylwana z Athosu. W monasterze pełnił obowiązki sekretarza-referenta rady ds. kultury przy patriarchacie moskiewskim, asystenta prorektora seminarium oraz asystenta dziekana klasztoru. 
Święcenia diakońskie przyjął 17 sierpnia 2012 r. z rąk biskupa woskriesienskiego Sawy, w soborze Przemienienia Pańskiego na terenie Monasteru Nowospasskiego w Moskwie. Na kapłana wyświęcił go 4 maja 2013 r. patriarcha moskiewski i całej Rusi Cyryl, w moskiewskim soborze Chrystusa Zbawiciela.
W 2013 r. został wykładowcą seminarium, które sam ukończył, natomiast od 2014 r. pracował w wydawnictwie monasteru. 
W 2017 r. uzyskał stopień kandydata nauk teologicznych na Moskiewskiej Akademii Duchownej, na podstawie pracy poświęconej historii Fińskiego Kościoła Prawosławnego w latach 1957–1988. W 2018 r. został dyrektorem wydawnictwa monasteru Spotkania Włodzimierskiej Ikony Matki Bożej, a następnie także p.o. rektora prowadzonego przy klasztorze seminarium.
9 lipca 2019 r. Święty Synod Rosyjskiego Kościoła Prawosławnego nominował go na biskupa peterhofskiego, wikariusza eparchii petersburskiej, równocześnie powierzając mu stanowisko rektora Petersburskiej Akademii Duchownej. W związku z wydaną decyzją 16 lipca 2019 r. otrzymał godność archimandryty. Jego chirotonia biskupia odbyła się 18 lipca 2019 r. w soborze Zaśnięcia Matki Bożej w ławrze Troicko-Siergijewskiej, pod przewodnictwem patriarchy moskiewskiego i całej Rusi Cyryla.